# Station Roma Laziali

Roma Laziali is een tramstation in de Italiaanse hoofdstad Rome. Het ligt naast station Roma Termini en is het westelijke eindpunt van de sneltram Roma – Giardinetti.

## Geschiedenis
In 1905 opende de STEFER haar noordelijke eindpunt van de interlokale trams naar de zuidoostelijke voorsteden op het stationsplein voor station Termini. In 1916 werd dit uitgebreid ten behoeve van de SFV die een interlokale tramdienst naar het oosten begon.
Behalve personenvervoer vond tot in de jaren 20 van de twintigste eeuw goederenvervoer plaats op de tramlijnen. Om het goederenstation San Lorenzo te bereiken moesten de binnenkomende trams doorrijden naar het eindpunt waar de locomotief moest omlopen om vervolgens terug te rijden. Deze situatie kwam ten einde toen een verbindingsspoor tussen de tramlijn naar het oosten en het goederenstation in gebruik kwam.
In 1935 kwamen plannen voor een wereldtentoonstelling ter tafel, waarop in 1937 werd besloten om Rome een nieuw modern station te geven dat door middel van een metro met het tentoonstellingsterrein zou worden verbonden. De sloop en nieuwbouw van station Termini en de bouw van het metrostation onder het stationsplein betekende dat de interlokale trams van het het stationsplein af moesten. Nadat sluiting van de interlokale trams was overwogen volgde in 1940 een verplaatsing van het eindpunt van de interlokale trams naar de Via Giolitti ter hoogte van de Via Gioberti. De nieuwbouw van Termini kwam tijdens de Tweede Wereldoorlog tot staan. Toen het nieuwe station op 20 december 1950 werd geopend kregen de interlokale trams hun eindpunt tussen het nieuwe station en de melkcentrale bij de Via Mamiani, op 400 meter van het stationsplein.

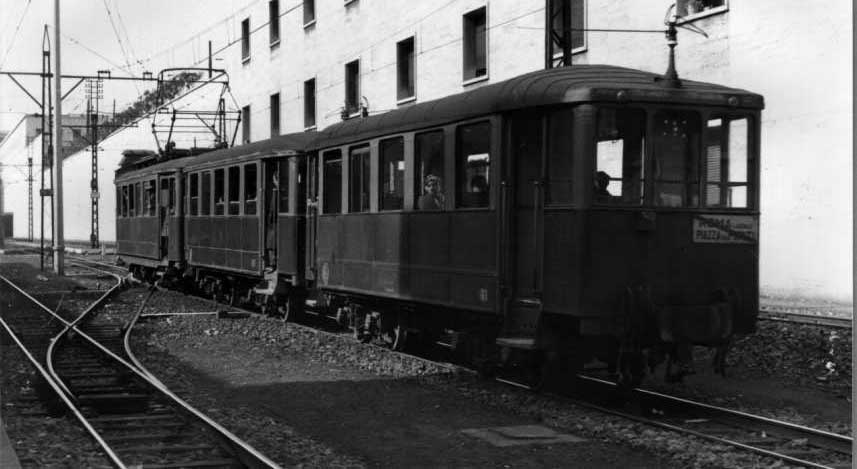
Een interlokale tram ter hoogte van het station begin jaren 50
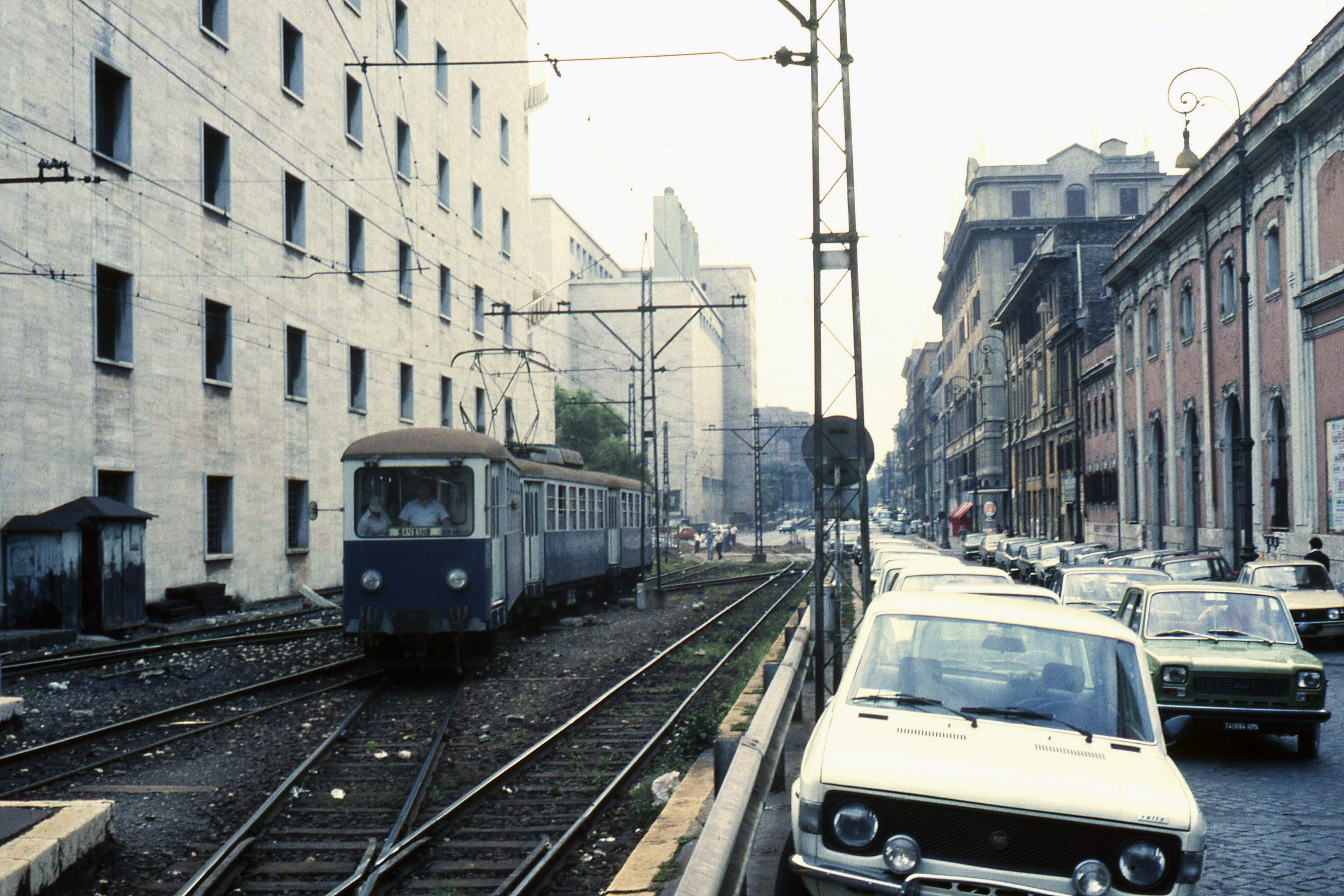
Aankomst van een tram van STEFER op 1 januari 1979
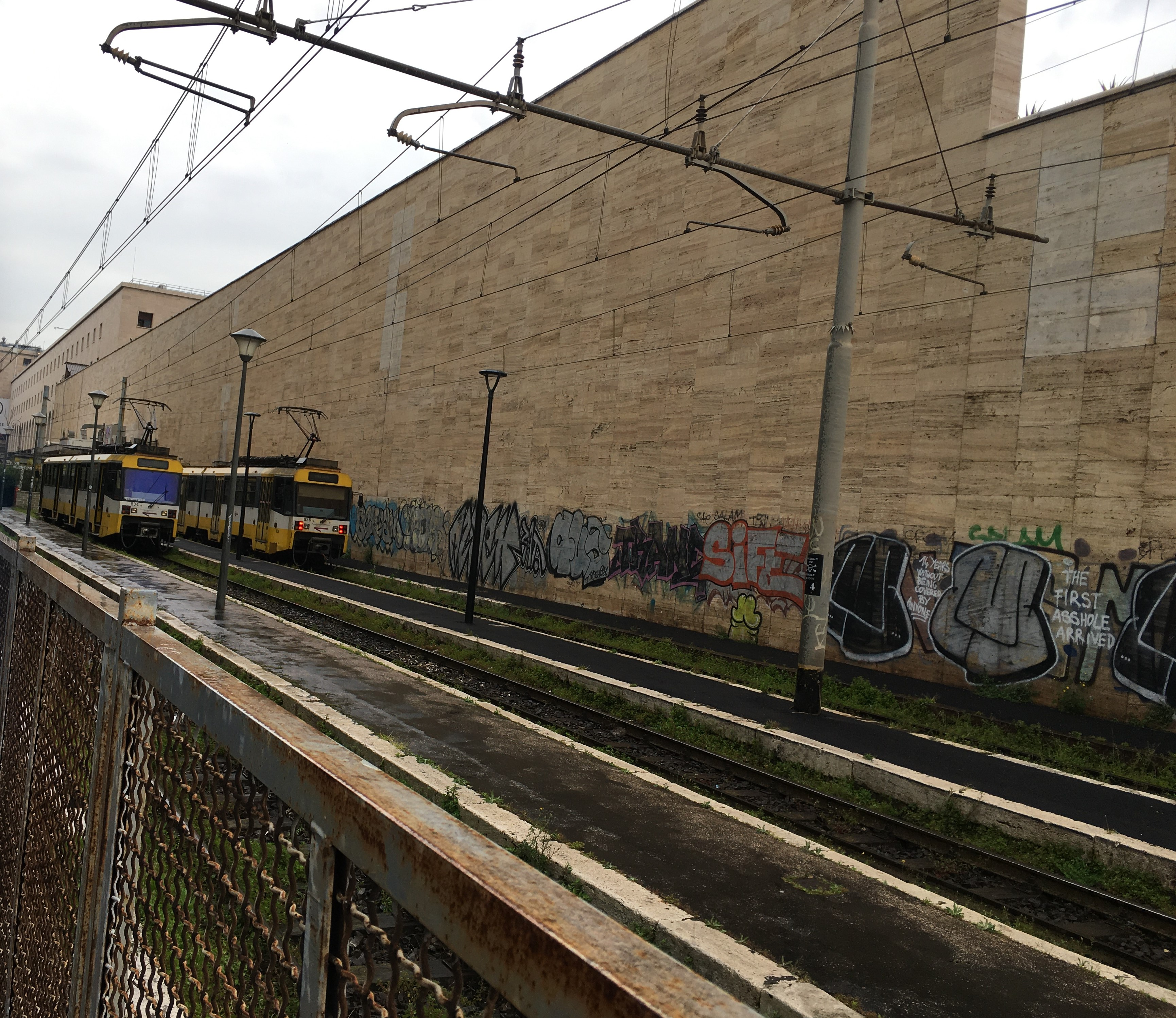
Het station in april 2020

## Tramdiensten
De tramdiensten werden aanvankelijk afgewikkeld op 5 sporen. De twee sporen aan de kant van station Termini kenden in het midden een kruiswissel en werden gebruikt voor de diensten naar Fiuggi; de andere sporen werden gebruikt door de STEFER. In 1980 werd de interlokale tram van STEFER vervangen door lijn A van de metro. In 1983 werd het station versmald tot drie sporen en tegelijk werd de Via Giolitti doorgetrokken. Naast het tramstation ligt de ingang van het station voor de perrons van de Ferrovie Laziale, het voorstadsnet rond Rome. In 1986 werd de SFV overgenomen door het Romeinse stadsvervoer nadat in 1984 de lijn ten oosten van Monte Compatri – Pantano was weggespoeld en van herstel was afgezien. De interlokale tramdienst werd tot 20 juli 1996 gehandhaafd toen ten oosten van Grotte Celoni de ombouw tot premetro begon. Op 26 augustus 1999 begon ook de ombouw van de rest van de lijn buiten de ringweg en kreeg de lijn de naam Roma-Giardinetti, naar het oostelijke eindpunt bij de ringweg. Vanaf 2 oktober 2005 tot 7 juli 2008 werd weer ten oosten van Giardinetti gereden. Op 29 juni 2015 was metro lijn C gereed tot in het centrum en op 3 augustus 2015 werd de sneltramdienst ingekort tot Parco di Centocelle hoewel ze nog steeds de naam Roma-Giardinetti draagt.        